# الهضبة (الحد)

تعديل مصدري - تعديل

الهضبة هي إحدى قرى عزلة الحد بمديرية الحد التابعة لمحافظة لحج، بلغ تعداد سكانها 50 نسمة حسب تعداد اليمن لعام 2004.